# Konstantin Mihailović
Konstantin Mihailović (noto anche come Costantino di Ostrvica; 1430) era autore di un libro di memorie sul suo periodo come giannizzero nell'esercito dell'Impero ottomano. Mihailović nacque nel villaggio di Ostrovica, vicino a Rudnik, nel Despotato di Serbia. Il suo libro, Memorie di un giannizzero (in serbo Успомене јаничара?), fu scritto alla fine del XV secolo, probabilmente tra il 1490 e il 1501, e fornisce una visione unica della vita nell'esercito ottomano dell'epoca. La motivazione dichiarata da Mihailović per la stesura del libro era quella di fornire un resoconto dettagliato dello Stato ottomano e della sua struttura militare, al fine di aiutare le potenze cristiane nella loro lotta contro gli Ottomani.

## Memorie
Le sue memorie non forniscono alcuna informazione sulla sua prima vita. Iniziano invece nel 1455, quando un esercito al comando del sultano Maometto II assediò per quaranta giorni il castello di Novo Brdo. L'esercito ottomano aveva marciato da Edirne passando per Sofia in una campagna per stabilire il controllo sull'area che oggi è il Kosovo. All'epoca, Novo Brdo era una città ricca di miniere d'argento. La guarnigione si arrese il 1º giugno 1455. Secondo Mihailović, il Sultano si affacciò alla piccola porta del castello e separò i ragazzi dalle ragazze. Poi mise le donne da una parte di un fossato e gli uomini dall'altra. Poi ordinò di decapitare tutti gli uomini di rilievo o illustri. Le giovani donne e le ragazze, circa 700, furono prese e consegnate ai soldati e ai comandanti ottomani.
In seguito, i ragazzi, circa 320, tra cui Mihailović e i suoi due fratelli, vennero presi per essere addestrati come membri dei giannizzeri. In seguito, Mihailović scrisse che lui e altri diciannove ragazzi fuggirono durante la notte nei pressi di un villaggio chiamato Samokovo, per poi essere ricatturati, legati e picchiati. L'area a cui si riferiva era molto probabilmente Samokovo, in Serbia, situata a circa 63 chilometri a nord di Pristina e 204 chilometri a sud di Belgrado. Racconta che l'anno successivo fu presente all'assedio di Belgrado. Anche se è probabile che fosse presente, a quel tempo non era stato con gli Ottomani abbastanza a lungo da essere diventato un giannizzero. Mihailović racconta con dovizia di particolari quell'assedio e gli eventi che seguirono.

### Campagna contro Vlad III e in Bosnia
Dopo aver completato l'addestramento da giannizzero, prestò servizio nell'esercito ottomano durante l'avanzata contro Vlad III di Valacchia, che in seguito sarebbe stato l'ispirazione per il romanzo Dracula di Bram Stoker. In questo capitolo, Mihailović conferma l'uso dell'impalamento da parte di Vlad III e aggiunge il fatto che Vlad III spesso tagliava i nasi dei soldati ottomani e li spediva in Ungheria per mostrare il numero di soldati nemici che aveva ucciso. Egli afferma che in una battaglia, mentre gli Ottomani stavano attraversando il Danubio, circa 250 giannizzeri furono uccisi dai Valacchi, ma il grande numero di soldati ottomani finì per sconfiggere le forze di Vlad III.
Egli riporta anche che durante la notte gli Ottomani temevano molto gli attacchi dei Valacchi e che proteggevano i loro accampamenti con pali di legno e guardie 24 ore su 24. Ciò non impedì comunque gli attacchi e persero molti soldati, cammelli e cavalli. L'autore accenna alla "foresta degli impalati", divenuta leggenda, in cui Vlad III avrebbe disseminato le strade con migliaia di soldati turchi impalati, ma Mihailović non l'ha mai vista, trovandosi nelle retrovie dell'esercito e scrivendo quindi sulla parola di altri.
I suoi scritti successivi riguardano la campagna per la conquista della Bosnia nel 1463. Descrive nei dettagli gli assedi coinvolti in quella campagna e, quando si conclude, lui e una guarnigione di giannizzeri sono lasciati a difendere il castello di Zvečaj . Sembrerebbe quindi che Mihailović a questo punto, avesse raggiunto un grado importante. Le sue forze non riuscirono a resistere all'assedio guidato da Mattia Corvino d'Ungheria e Mihailović fu uno dei prigionieri presi. Dopo aver scoperto la sua identità ed etnia, fu rimpatriato nel suo Paese.

## Opere
- Konstantin Michailović Di Ostrovica, Cronaca turca ovvero Memorie di un giannizzero, a cura di Alda Giambelluca Kossova, traduzione di Angiolo Danti, Palermo, Sellerio Editore, 2001, ISBN 88-389-1722-1, OCLC 801191449.